# جوني سانت
جوني سانت (بالإنجليزية: Johnny Saint)‏ هو مصارع محترف بريطاني، ولد في 29 يونيو 1941 في Failsworth ‏ في المملكة المتحدة.

## وصلات خارجية
- جوني سانت على موقع CageMatch worker (الإنجليزية)

- جوني سانت على موقع IMDb (الإنجليزية)
- جوني سانت على موقع قاعدة بيانات الفيلم (الإنجليزية)